# Ameghiniana
Ameghiniana est une revue scientifique à comité de lecture couvrant la paléontologie publiée par l'Asociación Paleontologica Argentina.

## Étymologie
Son nom vient du paléontologue italo-argentin du XIXe siècle, Florentino Ameghino. La découverte de nombreux dinosaures trouvés en Argentine et en Amérique du Sud a été publiée pour la première fois dans Ameghiniana ; Argentinosaurus et Herrerasaurus en sont des exemples.

## Histoire
Avant la fondation d’Ameghiniana en 1957, les publications sur la paléontologie en Argentine étaient dispersées entre des revues biologiques ou géologiques et des revues d’institutions ou de musées. Dans l'acte fondateur de l'Association Paléontologique Argentine, en 1955, est exprimé le désir de « publier une revue de la spécialité, qui, en hommage au grand savant paléontologue argentin, portera le nom d'Ameghiniana ». Le premier volume a été publié en 1957 avec le premier ouvrage publié « Étude du genre Chasicotherium Cabrera et Kraglievich 1931 (Notoungulata - Homaldotheriidae) » par le Dr Andreína Bocchino (es) de Ringuelet, spécialiste en paléontologie des vertébrés au Muséum de La Plata.
De 1957 à 1969, le format du magazine était petit, avec une boîte mesurant 18,5 x 12,7 cm. Chaque article (rédigé en espagnol) était accompagné d'un résumé en anglais ou en français. Les deux premiers volumes comprenaient des publications produites sur trois ans chacune (de 1957 à 1962), tandis que les trois volumes suivants couvraient deux ans chacun avec 10 numéros.
À partir de 1969, des publications annuelles ont été instaurées, à raison de 4 numéros par volume. La publication de la revue est relativement indépendante du Conseil d’Administration de l’Association Paléontologique Argentine. En 1971, le dernier numéro du volume 8 a été consacré exclusivement, pour la première fois, à la publication des résultats de la deuxième rencontre argentine de paléobotanique et de palynologie. Plusieurs numéros ultérieurs ont également été consacrés à différentes réunions scientifiques argentines. En 1980, la série non périodique « Publications spéciales de l’Association paléontologique argentine » a été créée, déplaçant la publication des réunions vers ce support. À partir de 1972, entre les volumes 9 et 25, la couverture « collage » d’Ameghiniana est établie.
En 1980, à l'occasion du 25e anniversaire de l'Association, une série de rénovations ont été apportées à la revue, notamment le transfert des tâches éditoriales au siège de l'Association Paléontologique Argentine, la rédaction d'un règlement avec des objectifs, des autorités, des spécifications formelles, le traitement éditorial des manuscrits et un système d'arbitrage. Des modifications mineures ont été apportées à ce règlement en 1988 et 1992. La plupart des exigences exigées par les médias d'indexation et par les organismes de classement des publications scientifiques étaient déjà satisfaites.
En 1997, la couverture a été redessinée, en utilisant comme motif principal trois éléments fossiles qui apparaissent dans le logo de l'Association paléontologique argentine : Thylacosmilus, Dicroidium et Leptosphinctes.
Depuis 2011, Ameghiniana a obtenu un identifiant DOI, étant la première revue argentine à appliquer ce système.
Depuis 2015, elle est membre de BioOne Complete, base de données de revues scientifiques, et adopte l'anglais comme langue de publication.

## Résumé et indexation
La revue est résumée et indexée dans :
- Bibliography and Index of Geology
- Biological Abstracts
- Current Contents
- Geological Abstracts
- PASCAL
- Referativny Zhurnal
- Science Citation Index
- The Zoological Record